# Itil
Itil ou Atil (cujo significado literal é grande rio) foi a capital da Cazária do século XIII até o fim do século X. O topônimo também se refere, nas línguas turcomanas, ao rio Volga. Itil estava localizada ao logo do delta do rio Volga na parte noroeste do mar Cáspio. 